# 329-я стрелковая дивизия (1-го формирования)
329-я стрелковая дивизия (329 сд) — соединение РККА в составе Вооружённых сил СССР во время Великой Отечественной войны.

## Состав
329-я стрелковая дивизия формировалась в Орловском военном округе в соответствии с приказом № ОУ1/5 726 от 15.08.1941 г. Военного Совета Орловского военного округа с дислокацией в городе Новохопёрске Воронежской области.
Состав дивизии:
- 1110-й стрелковый полк;
- 1112-й стрелковый полк;
- 1114-й стрелковый полк;
- 895-й артиллерийский полк;
- 395-я отдельная разведывательная мотострелковая рота;
- 620-й отдельный зенитно-артиллерийский дивизион;
- 506-й отдельный минометный дивизион;
- 613-й отдельный саперный батальон;
- 784-й отдельный батальон связи;
- 411-я отдельная рота химзащиты;
- 418-й медико-санитарный батальон;
- 399-я автотранспортная рота;
- 755-й дивизионный ветеринарный лазарет;
- 774-я полевая касса Госбанка;
- 1412-я полевая почтовая станция;
- 187-я полевая хлебопекарня.

## Боевой путь
24.10.1941 г. дивизия включена в состав 26-й резервной армии.
26.10.1941 г. дивизия начала переброску на новое место дислокации — Рузаевку.
7.12.1941 г. дивизия включена в состав 5-й армии.
11.12.1941 г. дивизией освобождено Апарина гора.
12.12.1941 г. дивизией освобождены Колюбакино, Хотяжи.
14.12.1941 г. дивизией освобождены Апальщино, Неверово, Заовражье.
15.12.1941 г. дивизией освобождено Кривошеино. Дивизия развивала наступление на северную окраину Рузы.
16.12.1941 г. дивизией освобождены Голосово, Моденово, Орешки, Редькино.
17.12.1941 г. дивизией освобождено Коковино.

## Командиры
- полковник Маковчук Николай Матвеевич (15.08.1941 г. — 31.12.1941 г.)
- полковник Андрусенко Корней Михайлович (01.01.1942 г. — 14.03.1942 г.)
- майор Солдатов Николай Лаврентьевич (15.03.1942 г. — 22.08.1942 г.)